# Ivan Golunov
Ivan Golunov (rus: Иван Валентинович Голунов)  (Moscou, 19 de gener de 1983), nom complet amb patronímic Ivan Valentínovitx Golunov, és un periodista d'investigació rus. Col·laborador del periòdic en línia Meduza, és autor de diverses investigacions rellevants sobre la corrupció de l'elit russa.
La detenció del periodista el 6 de juny del 2019 sota una acusació controvertida de narcotràfic ha desfermat una allau de protestes del món periodístic (amb una campanya "Sóc/som Ivan Golunov") i de la societat civil del país.

## Biografia
Ivan Golunov va nàixer el 1983 a Moscou. Es va iniciar al periodisme a les acaballes dels anys 1990 arran d'unes pràctiques al periòdic Novaia Gazeta i va treballar després per la revista Afixa (en rus: Афиша) per la qual escrigué una guia sobre la regió de Moscou.
Posteriorment, durant la seva carrera periodística ha treballat per diverses publicacions russes com ara Vedomosti (de 2003 a 2005 i de 2008 a 2009), Slon (de 2009 a 2014), RBK (el 2014) i el canal de televisió Dojd (de 2012 a 2013) i també la versió russa de la revista Forbes (de 2005 a 2008).
D'ençà el 2016 treballa per a Meduza, un diari en línia basat a Letònia, i hi ha divulgat regularment investigacions que palesen la corrupció dels alts funcionaris russos.

### Detenció del juny del 2019

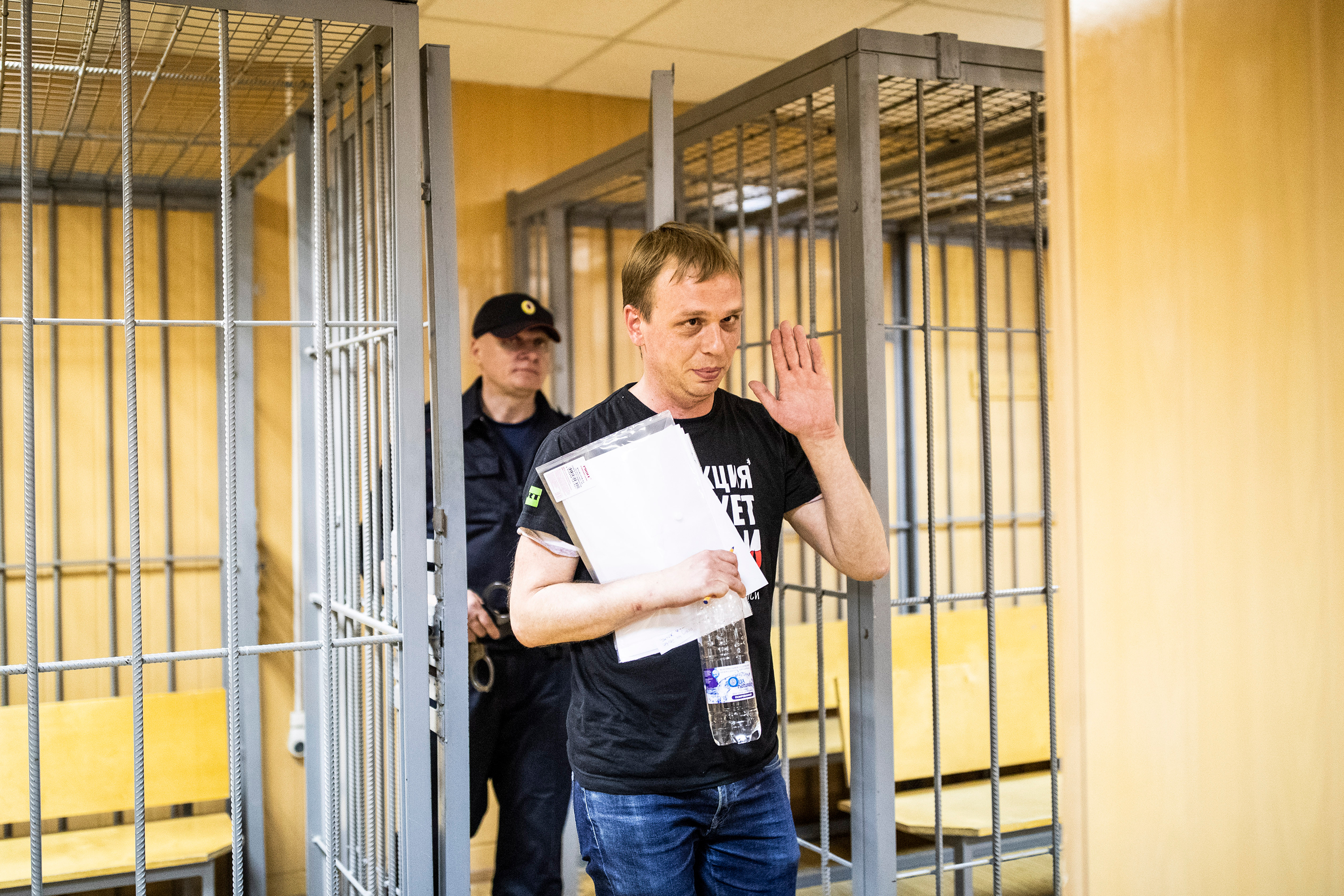
Ivan Golunov al tribunal el 8 de juny del 2019

El 6 de juny Ivan Golunov es veié arrestat per la policia moscovita que el va acusar de posseir productes estupefaents (4 grams de mefedrona), cosa negada pel periodista. Després de la perquisició del seu domicili les autoritats locals van afirmar que havien trobat material per al tràfic de droga. L'ONG Reporters sense fronteres va denunciar que «el comportament sospitós de la policia suggereix un parany». Una reacció similar va ser expressada per la directora a Rússia d'Amnistia Internacional, Natàlia Zviaguina.
Se'l va inculpar tot seguit de manera oficial el 8 de juny, afrontant-se a una pena de fins a 15 anys de presó.
Més endavant Golunov va ser alliberat el mateix dia i sentenciat a arrest domiciliari fins al 7 d'agost.